# Al-Ahly Shendi
El Al-Ahly Shendi Club (en árabe: نادي الأهلي شندي‎) es un equipo de fútbol de Sudán que milita en la Primera División de Sudán, la liga de fútbol más importante del país.

## Historia
Fue fundado en el año 1943 en la ciudad de Shendi y nunca ha sido campeón de liga ya que su mejor participación en liga ha sido el 3.er lugar en la temporada 2012 y 2013.
En 2017 consigue ganar su primer título importante al coronarse campeón de la Copa de Sudán al vencer en la final a Al-Hilal Omdurmán 4-2 en penales luego de que el partido terminara empatado 1-1.
A nivel internacional ha participado en 7 torneos continentales, en donde su mejor participación ha sido en la Copa Confederación de la CAF 2012, donde alcanzó la fase de grupos, siendo eliminado por en Al-Merreikh Omdurmán y el Al-Hilal Omdurmán, ambos también de Sudán y el Interclube de Angola.

## Palmarés
- Copa de Sudán: 1

2017

## Participación en competiciones de la CAF
| Temporada | Torneo                       | Ronda          | Club                  | Casa | Visita | Global      |
| --------- | ---------------------------- | -------------- | --------------------- | ---- | ------ | ----------- |
| 2012      | Copa Confederación de la CAF | 1              | Ferroviário de Maputo | 2-0  | 1-0    | 3-0         |
| 2012      | Copa Confederación de la CAF | 2              | Simba SC              | 3-0  | 0-3    | 3-3 (9-8 p) |
| 2012      | Copa Confederación de la CAF | Play-Off       | Cotonsport            | 2-0  | 0-1    | 2-1         |
| 2012      | Copa Confederación de la CAF | Fase de grupos | Al-Merreikh Omdurmán  | 0-1  | 0-2    | 4.º lugar   |
| 2012      | Copa Confederación de la CAF | Fase de grupos | Al-Hilal Omdurmán     | 1-2  | 0-2    | 4.º lugar   |
| 2012      | Copa Confederación de la CAF | Fase de grupos | Interclube            | 1-2  | 1-0    | 4.º lugar   |
| 2013      | Copa Confederación de la CAF | 1              | Dedebit               | 1-0  | 0-0    | 1-0         |
| 2013      | Copa Confederación de la CAF | 2              | Ismaily SC            | 0-0  | 0-0    | 0-0 (3-4 p) |
| 2014      | Copa Confederación de la CAF | 1              | AS Kigali             | 1-0  | 0-1    | 1-1 (4-5 p) |
| 2015      | Copa Confederación de la CAF | 1              | MK                    | 2-1  | 1-5    | 3-6         |
| 2016      | Copa Confederación de la CAF | 1              | Saint Eloi Lupopo     | 1-0  | 1-2    | 2-2 (a)     |
| 2016      | Copa Confederación de la CAF | 2              | Medeama SC            | 0-0  | 0-2    | 0-2         |
| 2017      | Copa Confederación de la CAF | 1              | Supersport United FC  | 3-2  | 0-4    | 3-6         |
| 2018      | Copa Confederación de la CAF | 1              | CS La Mancha          | 2-1  | 0-3    | 2-4         |
| 2018/19   | Copa Confederación de la CAF | Preliminar     | AS Nyuki              | 1-0  | 0-1    | 1-1 (1-3 p) |
| 2019/20   | Copa Confederación de la CAF | Preliminar     | Bandari FC            | 1-1  | 0-0    | 1-1 (a)     |